# Sap-en-Auge
Sap-en-Auge is een gemeente in het Franse departement Orne (regio Normandië). De plaats maakt deel uit van het arrondissement Mortagne-au-Perche. Sap-en-Auge is op 1 januari 2016 ontstaan door de fusie van de gemeenten Orville en Le Sap. De gemeente telde 942 inwoners op 1 januari 2022.

## Geografie
De oppervlakte van Sap-en-Auge bedroeg op 1 januari 2022 29,98 vierkante kilometer; de bevolkingsdichtheid was toen 31,4 inwoners per km².

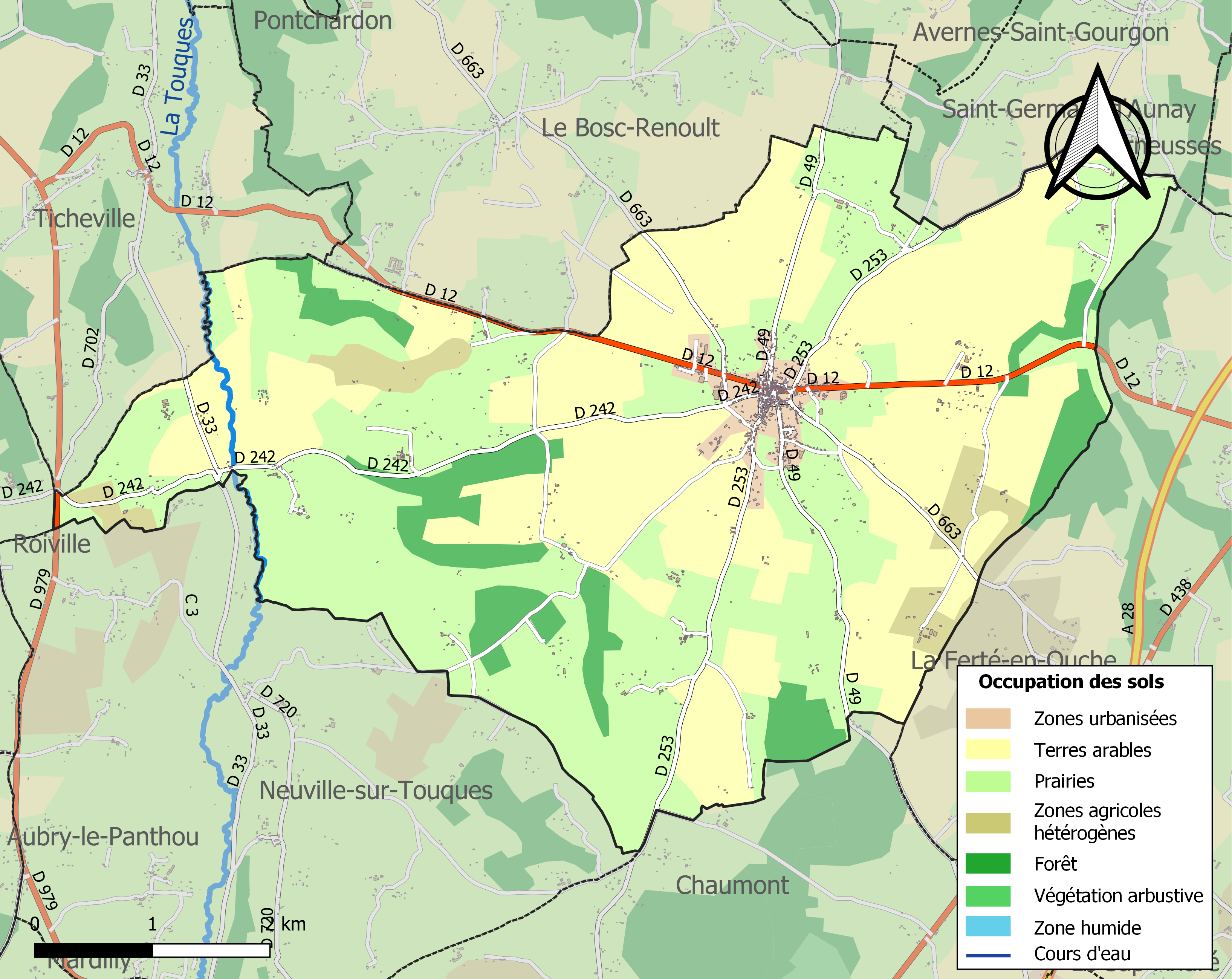
Kaart van de gemeente met belangrijkste infrastructuur, bodemgebruik en omliggende gemeenten